# 아시아스텝레밍속
아시아스텝레밍속(Eolagurus)은 비단털쥐과에 속하는 설치류 속의 하나이다. 2종을 포함하고 있다.

## 특징
작은 설치류로 꼬리 길이 11~22mm를 제외한 몸길이가 105~220mm이다. 두개골은 비교적 크고 볼록하다. 등 쪽은 모랫빛 노란색을 띠는 반면에 배 쪽은 밝은 노란색부터 흰색까지 다양하다.

## 분포
카자흐스탄부터 몽골까지 중앙아시아에 널리 분포한다.

## 하위 종
2종이 알려져 있다.
- 노랑스텝레밍 (Eolagurus luteus)
- 프르제발스키레밍 (Eolagurus przewalskii)